# Шато Лермитаж
Шато Лермитаж (фр. Château-l'Hermitage) је насељено место у Француској у региону Лоара, у департману Сарт.
По подацима из 2011. године у општини је живело 261 становника, а густина насељености је износила 27,8 становника/km².

## Демографија
| 1962. | 1968. | 1975. | 1982. | 1990. | 2011. |
| ----- | ----- | ----- | ----- | ----- | ----- |
| 91    | 77    | 66    | 102   | 106   | 261   |